# Capeyorkia
Genre
Capeyorkia est un genre d'araignées aranéomorphes de la famille des Salticidae.

## Distribution
Les espèces de ce genre  se rencontrent en Australie au Queensland et en Papouasie-Nouvelle-Guinée.

## Liste des espèces
Selon World Spider Catalog (version 21.5, 25/11/2020) :
- Capeyorkia richardsoni Szűts, Zhang, Gallé-Szpisjak & De Bakker, 2020
- Capeyorkia vulpecula (Thorell, 1881)

## Publication originale
- Richardson, 2016 : « New genera, new species and redescriptions of Australian jumping spiders (Araneae: Salticidae). » Zootaxa, no 4114(5), p. 501-560.